# Robert de Clifford, 1. Baron de Clifford

Wappen von Robert de Clifford, 1. Baron de Clifford

Robert de Clifford, 1. Baron de Clifford (* April 1274; † 24. Juni 1314 bei Bannockburn) war ein englischer Magnat und Militär.

## Herkunft und Jugend
Robert de Clifford entstammte einer alten anglonormannischen Adelsfamilie, die zu mächtigsten Baronen der Welsh Marches gehörte. Sein Vater war Roger de Clifford, seine Mutter war Isabella de Vieuxpont. Durch die Heirat seines Vaters mit Isabella, die zusammen mit ihrer Schwester Idonea die nordenglische Herrschaft Westmorland erbte, stiegen die Cliffords mit zu den bedeutendsten nordenglischen Baronen auf. Als Robert acht Jahre alt war, wurde sein Vater 1282 während des zweiten Feldzug von König Eduard I. gegen Wales in der Schlacht an der Menai Strait getötet. Die Vormundschaft für den Jungen wurde anscheinend an Edmund, 2. Earl of Cornwall, einen Cousin des Königs, vergeben, doch letztlich blieb wohl seine Mutter für ihn verantwortlich. Diese übergab ihren Sohn zur Erziehung an den mächtigen Gilbert de Clare, 6. Earl of Gloucester. Nach dem Tod seines Großvaters Roger de Clifford 1286 wurde Robert zu seinem Erben. Nachdem seine Mutter 1291 gestorben war, übernahm wieder Edmund of Cornwall die Vormundschaft. 1294 soll Clifford ein Mündel von König Eduard I. gewesen sein, und im Frühjahr 1295 begleitete er den König in Wales, wo dieser einen walisischen Aufstand niederschlug. Am 3. Mai 1295 wurde ihm sein Erbe übertragen, doch noch mehr als fünfzehn Jahre später führte er Prozesse um Besitzungen, die während seiner langen Minderjährigkeit in fremde Hände gelangt waren.

## Krieg gegen Schottland
Cliffords Bemühungen, sein vollständiges Erbe zu erlangen, wurden durch den langjährigen Krieg gegen Schottland erschwert. Er nahm als Ritter des königlichen Haushalts an zahlreichen Feldzügen gegen Schottland teil, dazu übernahm er im besetzten Schottland und in Nordengland zahlreiche Ämter. Bereits zu Beginn des Krieges 1296 begleitete er den König nach Schottland. Nachdem es im Frühjahr zu einem umfassenden schottischen Aufstand gegen die englische Herrschaft gekommen war, ernannte der König ihn im Juli 1297 zum Kommandanten der königlichen Burgen in Cumberland. Zusammen mit Henry Percy hatte er in den nordenglischen Grenzgrafschaften ein Aufgebot aufgestellt und zog mit diesem Heer rasch durch Annandale und Nithsdale nach Ayr. Bei Irvine ergaben sich James the Stewart und William Douglas. Einen weiteren Vormarsch lehnten er und der schottische Treasurer Hugh Cressingham aber ab, stattdessen warteten sie auf Verstärkungen unter dem Kommando des Statthalters Earl Warenne. Nach Warennes Niederlage in der Schlacht von Stirling Bridge führte Clifford Ende 1297 eine zerstörerische Chevauchée nach Annandale. Dort geriet seine Reiterei in einen schottischen Hinterhalt, in dem sie schwere Verluste erlitt, doch die Schotten schlagen konnte. Während der Chevauchée brannten die Engländer zehn Dörfer nieder. Während einer weiteren Chevauchée im Februar 1298 brannte er Annan nieder. Am 22. Juli 1298 kämpfte Clifford als Knight Banneret der Ritter des königlichen Haushalts in der Schlacht von Falkirk. Zum Dank für seine Unterstützung hatte ihn der König am 7. Juli 1298 zum Verwalter von Nottingham Castle und zum Richter der königlichen Forste nördlich des Trent ernannt. Am 26. September 1298 erhielt er vom König das schottische Caerlaverock Castle sowie die Besitzungen des in englischer Gefangenschaft gestorbenen William Douglas. Dies führte jedoch zu einer Fehde zwischen den Cliffords und den Douglas, die über 100 Jahre lang andauerte. Am 25. November 1298 ernannte ihn der König zum königlichen Vertreter in Nordwestengland und in den schottischen Grenzgebieten von Roxburghshire, was Clifford bis mindestens Juli 1299 blieb.
Am 29. Dezember 1299 berief der König Clifford durch einen Writ of Summons in das Parlament, wodurch er den Titel Baron de Clifford erhielt. Von nun an nahm er  regelmäßig an den Parlamentssitzungen, letztmals im November 1313, teil. 1300 begleitete er den König beim Feldzug gegen Caerlaverock Castle. Auch im Winter von 1301 bis 1302 kämpfte er in Schottland. Als er 1304 erneut den König auf einem Feldzug nach Schottland begleitete, nahm er um den 1. März an einem erfolgreichen Angriff auf die Führer der schottischen Rebellion bei Peebles teil. Später in dem Jahr gehörte er zu den Truppen des englischen Thronfolgers, mit dem er Stirling Castle belagerte. Von 1302 bis 1303 und von 1305 bis 1307 verwaltete er das vakante Bistum Durham. Im Winter von 1303 bis 1304 führte er zusammen mit John Seagrave und William Latimer eine weitere Chevauchée nach Lothian, wobei sie eine schottische Truppe unter William Wallace und Simon Fraser schlugen. Im März 1306 verwaltete er für den König das schottische Selkirk. Kurz danach ernannte ihn der König zu einem der Kommandanten, die den rebellischen Robert the Bruce angriffen. Im Frühjahr 1307 verfolgte Clifford in Galloway Robert the Bruce, der sich zum König der Schotten erhoben hatte. Er konnte jedoch nicht verhindern, dass James Douglas, de Sohn von William Douglas, Douglas Castle zurückeroberte und die von Clifford zurück gelassene Burgbesatzung niedermetzelte.

## Ausbau seiner eigenen Besitzungen
Trotz seiner umfangreichen Dienste für Eduard I., dem er loyal diente, gelang es Clifford, seine eigene Stellung in Nordengland weiter auszubauen. Im Mai 1306 übergab ihm der König Hart und Hartlepool im Bistum Durham, die bislang Besitzungen von Robert the Bruce gewesen waren. Im Februar 1307 übergab ihm der König die beschlagnahmten Ländereien von Sir Christopher Seton in Cumberland. Der Schwerpunkt seiner Besitzungen blieb jedoch Westmorland. Dort hatte er bereits 1298 seine Güter durch den Erwerb des Gutes von Brough Sowerby erweitern können. Dazu gelang es ihm, sich unter der dortigen Gentry eine loyale Gefolgschaft aufzubauen. Mehrere Adlige aus Westmorland dienten wiederholt unter seiner Führung in den Kriegen gegen Schottland. 1300 besuchte ihn König Eduard I. mit seinem Gefolge, und seine Macht verdeutlichte Clifford durch den Ausbau von Brougham Castle, für das ihm der König 1309 das Befestigungsrecht verlieh. Durch die Heirat seiner Tochter Idonea mit Henry, einem Sohn seines Waffenbruders Henry Percy, 1. Baron Percy, festigte Clifford seine Stellung innerhalb des nordenglischen Adels.

## Vertrauter von Eduard II.
Als Vertrauter von Eduard I. gehörte Clifford zu den vier führenden Baronen, die der König im Juli 1307 auf seinem Sterbebett bat, so schnell wie möglich seinen Sohn Eduard als seinen Nachfolger zu krönen, dazu beauftragte ihn der König vermutlich, die Rückkehr des verbannten Piers Gaveston, dem Freund und Günstling des Thronfolgers, nach England zu verhindern. Der Thronfolger schätzte die militärische Erfahrung von Clifford sehr und ernannte ihn zum Marshal von England. In dieser Stellung war er für die Krönung von Eduard verantwortlich, die am 25. Februar 1308 erfolgte. Am 31. Januar hatte er jedoch zu den Unterzeichnern des Boulogne Agreements, einem an den König gerichtetes Protestschreiben gehört, und am 12. März 1308 wurde er als Marshal, als Verwalter von Nottingham Castle und als Richter der Forests north of Trent abgelöst. Dennoch verlor er wahrscheinlich nicht die Gunst des Königs, denn am 20. August wurde er zum Militärkommandanten und Chief Guardian of Scotland ernannt. Dazu schloss er mit Unterstützung des Königs am 13. Oktober 1308 Verhandlungen mit seiner Tante Idonea und deren zweiten Ehemann John Cromwell ab, die zur Wiedervereinigung der seit den 1260er Jahren aufgeteilten Herrschaft Westmorland führten. Vermutlich wollte der König damit Cliffords Stellung in Nordengland angesichts des wachsenden schottischen Widerstandes stärken. Zwischen März und September 1310 erhielt er durch drei königliche Bewilligungen die Honour of Skipton samt Skipton Castle in Yorkshire. In der Folge ließ Clifford Skipton Castle ausbauen.
Auch unter Eduard II. diente Clifford weiterhin regelmäßig in Schottland. Am 26. Oktober 1309 wurde er zum Verwalter der Scottish Marches bei Carlisle ernannt, und am 20. Dezember 1309 wurde er zum Warden of Scotland ernannt, wozu ihm 100 Waffenknechte und 300 Fußsoldaten unterstellt wurden. Dieses Amt gab er bereits am 1. April 1310 wieder ab, doch im Juli war er erneut im Schottland. Im Dezember 1310 führte er mit Robert the Bruce Verhandlungen in Selkirk. Am 4. April 1311 ernannte ihn Eduard II. zum Verwalter von Schottland südlich des Forth.

## Verwicklung in die Adelsopposition gegen den König
Durch seine zunehmende Verwicklung in den Streit um den königlichen Günstling Piers Gaveston vernachlässigte er jedoch seine Aufgaben in Schottland. Der König hatte seinem Günstling, der entgegen dem Willen des verstorbenen Eduard I. wieder nach England zurückgekehrt war, im Dezember 1310 die Honour of Penrith in Cumberland übergeben. Clifford befürchtete vielleicht, dass Gaveston zu einem Rivalen in Nordengland werden könnte, doch vermutlich war er vor allem aufgrund des letzten Wunsches von König Eduard I. sowie wegen der allgemeinen Ablehnung Gavestons durch die Barone ebenfalls ein Gegner Gavestons. Er gehörte zwar nicht zu den Lords Ordainer, die versuchten, die Herrschaft des Königs einzuschränken, doch als Gaveston entgegen einem ausdrücklichen Verbot unerlaubterweise aus seinem erneuten Exil zurückkehrte, gehörte Clifford zu den Baronen, die Jagd auf ihn machten. Im Frühjahr 1312 belagerte er mit Henry Percy, dem Earl of Warwick und dem Earl of Pembroke Scarborough Castle, wohin Gaveston zurückgezogen hatte. Bei der Verfolgung Gavestons hatte er jedoch vermutlich in Newcastle Juwelen und Wertsachen an sich genommen, die Gaveston und der König auf ihrer Flucht zurückgelassen hatten und die erst nach Cliffords Tod dem König wieder übergeben wurden. Nachdem Gaveston am 19. Juni 1312 von einer Gruppe Magnaten unter Führung des Earl of Lancaster hingerichtet worden war, gehörte Clifford zu den Unterhändlern, die einen Ausgleich zwischen dem König und den Magnaten unter Lancaster verhandelten. Am 14. Oktober 1313 begnadigte der König Lancaster und die anderen Barone, die an Gavestons Hinrichtung beteiligt waren, und zwei Tage später wurde auch Clifford für seine Verfolgung Gavestons förmlich verziehen.

## Tod in der Schlacht bei Bannockburn
Nachdem der König so die innenpolitische Krise oberflächlich beigelegt hatte, unternahm er im Sommer 1314 einen großangelegten Feldzug gegen Schottland. Am 10. Juni 1314 schloss sich Clifford in Berwick dem königlichen Heer an. Während der Schlacht von Bannockburn 1314 führte er am ersten Tag der Schlacht zusammen mit Henry de Beaumont eine Einheit aus ausgewählten Rittern, die versuchten, das belagerte Stirling Castle zu entsetzen. Der berittene Angriff wurden von den schottischen Schiltrons zurückgewiesen, Cliffords Scheitern an der schottischen Infanterie wurde als schmählich empfunden. Vielleicht um seine Ehre wiederherzustellen, gehörte er deshalb am zweiten Tag der Schlacht zur Vorhut und wurde im Kampf getötet. Cliffords Leichnam wurde von den Schotten geborgen und zunächst nach Carlisle gebracht. Clifford hatte als einer der erfahrensten und tapfersten Ritter gegolten und hatte auch bei den Schotten einen guten Ruf genossen. Der siegreiche schottische König Robert the Bruce verlangte von Cliffords Familie kein Lösegeld für den Leichnam. Seine Leiche wurde wahrscheinlich in Shap Abbey in Cumberland, wo er für das Seelenheil seiner Eltern eine Kapelle gestiftet hatte, beigesetzt.
Der schottische Dichter John Barbour lobte Clifford als tapferen Ritter, und der Song of Caerlaverock, den Clifford vielleicht selbst in Auftrag gegeben hatte, preist ihn als weisen, klugen und ehrenhaften Baron.

## Familie und Nachkommen
1295 hatte Clifford Maud de Clare, die älteste Tochter von Thomas de Clare, Lord of Thomond, dem Bruder des Earl of Gloucester, bei dem er aufgewachsen war, geheiratet. Mit seiner Frau hatte Clifford mehrere Kinder, darunter:
- Roger († 1322)
- Robert († 1344)
- Margaret († 1382) ⚭ Peter Mauley, 3. Baron Mauley
- Idonea ⚭ Henry Percy, 2. Baron Percy

Da seine Söhne bei seinem Tod noch minderjährig waren, wurde Sir Bartholomew de Badlesmere für seinen ältesten Sohn und Erben Roger zum Vormund. Seine Witwe Maud wurde 1315 gewaltsam von Jack the Irishman, dem Verwalter von Barnard Castle, entführt, jedoch von anderen Rittern befreit. Sie heiratete in zweiter Ehe Robert de Welle, einen ihrer Befreier.